# 貫井勇志
貫井 勇志（ぬくい ゆうじ、1964年（昭和39年）7月2日 - ）は、日本の映像作家・フォトグラファー。
東京都出身。21歳で単身渡米。ロサンゼルスを拠点に米国ファッション誌、スポーツ誌などに作品を提供。独創的な世界観が高く評価され、フォトグラファーとして幅広いジャンルで活躍する。2001年、日本帰国後はスチルとムービーを分け隔てなく手がける映像作家として活動を開始。2007年、株式会社CINEMAFORCE(シネマフォース)を設立し代表を務める。
2008年以降、世界遺産を同一ポイントから定点撮影する企画『α CLOCK』の撮影と製作を継続している。

## 来歴
- 1964年 7月2日 東京生まれ
- 1984年 東京綜合写真専門学校を経て、単身渡米
- 1986年 ロサンゼルスを拠点に米国でプロフォトグラファーとしてのキャリアをスタート
- 2001年 日本帰国後、スチルとムービーを分け隔てなく手がける“映像作家”として活動開始
- 2006年 監督・撮影作品 映画『血族』が海外の映画祭で高評価
- 2007年 東京 銀座に株式会社CINEMAFORCE(シネマフォース)を設立 代表を務める
- 2008年 映像専門誌「DV JAPAN」誌の表紙シリーズの撮影を担当

　  世界遺産定点撮影企画 SONY『α CLOCK』の撮影と製作スタート。コロナ禍の三年間は一時休止。2022年秋よりリブート。
　(2024年現在72ヶ所既撮影）
- 2010年 初の個展『世界遺産 - 時と光の深層 VOL.1』新宿コニカミノルタプラザで開催
- 2011年（株）CINEMAFORCE 富士見台オフィス開設
- 2012年 Inter BEE 2012 にて 4K映像作品『東京散歩』発表。Canonブースにて技術解説セミナー開催
- 2013年 4K映像切り出し写真展『FLAME FRAME』キヤノンギャラリーで開催 (銀座および梅田にて)
- 2013年12月  貫井勇志写真展『世界遺産 - 時と光の深層 VOL.2』渋谷ヒカリエで開催。約1万人の動員となる。会期中には、ソニー、クロアチア政府観光局、ペルー政府観光局とのコラボイベントを開催

- 2017年 映像制作及び創作拠点として、(株）CINEMAFORCE アトリエを埼玉県の山林に開設
- 2018年  Panasonic EVA1赤外線撮影作品『Palette』を監督、撮影。 InterBEE2018 Panasonic ブースにて技術解説セミナー開催。
- 2022年  映画「北風アウトサイダー」撮影監督、スーパーバイザーを担当
- 2023年4月 自身初となる写真集を出版。PHOTOGRAPHERS' ETERNAL COLLECTION『OUR LAND』
- 2023年5月 貫井勇志写真展『OUR LAND』　PHOTOGRAPHERS' ETERNAL COLLECTION NINE Galleryで開催。会期中には、アートディレクター 三村漢氏とのギャラリートークを行う
- 2024年 世界80ヶ所以上を訪れた経験を持つ映像作家・フォトグラファー貫井勇志は、豊富な海外経験と独自の視点を活かし、小中学校を中心に講演活動を展開している。防災をはじめとする多様なテーマを、子供から大人まで理解しやすい構成で伝え、高い評価を得ている。現在も積極的に講演を行い、視覚的表現を交えた実践的な学びの機会を提供している。講演の依頼・詳細については公式SNSまたは関連窓口まで。

## 賞歴
- 1990年 第23回 日本広告写真家協会展 入選
- 2005年 監督・撮影作品 短編映画『SMALL WORLD』 山形国際ムービーフェスティバル  監督賞受賞
- 2006年 監督・撮影作品 映画『血族』

　　ボストン国際映画祭、ロードアイランド国際映画祭にノミネート

　日本領事館招聘によるムンバイ国際映画祭参加上映
- 2013年 マルタ共和国 ヴァレッタ市街の写真作品　マルタツーリズム・プレスアワード入賞

　　　　　　ほか

## 主な活動
- ソニー『α CLOCK』
2008年 同じアングルより12の異なる時間帯に撮影した世界遺産の写真をパソコンの壁紙として提供開始。撮影はソニーのデジタル一眼レフカメラαシリーズ。次世代へ残すべきものを記録してゆくと共に、ソニーの様々な機器を通じて世界の人々に世界遺産の素晴らしさを伝えることを目的としたプロジェクト。独自の取り組みとして、被写体を何日間も同じ場所で朝から晩まで時間帯を問わず定点撮影する。これにより貫井勇志の感性と撮影技術、そして最新テクノロジーを融合させ、定点撮影という撮影スタイルを芸術の域まで高め、これまで見たことのなかった世界遺産の姿を記録した作品を提供し続けている。

- 自主制作映画『血族』
2002年 初夏より製作開始。“言葉”ではなく、“感じてもらえる” 映画にしたい。そんな貫井の思いから『血族』ではあえて一切の台詞を排除。遠い過去から現代に生きる青年へ贈られた「命」というメッセージを「映像」と「音」だけで伝えていく。わずか40分という作品ながら、黒澤フィルムスタジオ協力のもと、製作期間2年、総勢200名を超えるスタッフを動員し完成。ボストン国際映画祭やアカデミー賞短編部門の選考基準に正式認定されているロードアイランド国際映画祭に選出された。映画『血族』('05 40 分 DV)

- HD撮影プロモーション映像『幻海』
2007年 監督・撮影作品『幻海』のHD撮影プロモーション映像をキヤノンHDワークショップにて公開。公開場所であったユナイテッドシネマ豊洲にて、持ち込み機材を接続したシネマコンプレックスでのノンリニア編集システムよりの非圧縮5.1chサラウンド直接出力という上映を試み、世界初と高い評価を得る。

- 『貫井勇志写真展「世界遺産 - 時と光の深層 VOL.1&2」』
初の個展となる第1回写真展を2010年12月に新宿コニカミノルタプラザのギャラリーにて開催。最大で横幅1400mmを超える大型プリントの展示に加え、55インチモニター上では数千枚の定点写真を元に製作した「写真動画作品(スチルムービン)」も同時公開。来場客数は5,000名を超える個展となり、高い評価を得る。
また、2013年11月には、第2回写真展を渋谷ヒカリエ 8/CUBE1,2,3にて開催。3000mmを超えるパノラマプリント作品や、スチルムービンの進化版「タイムモンタージュ」などを公開。前回を超える9,808名の来場者数を記録した。

- 貫井勇志作品『FLAME FRAME』
2013年 キヤノンCINEMA EOS-1D Cを駆使し、技術的には新しいチャレンジとなる4Kサイズ＝フルハイビジョンテレビの約4倍の解像度で撮影したムービー(動画)作品、またそのムービー作品から切り出した1コマの画像(静止画)を写真作品として展示。キヤノンギャラリー東京銀座と大阪梅田にて公開された。高画質デジタルクリエイティブの新境地に挑戦したこの作品は、多くの層に支持され、高い評価を得る。来場客総数：約5,700名